# Quinten Timber
Quinten Ryan Crispito Timber, noto semplicemente come Quinten Timber (Utrecht, 17 giugno 2001), è un calciatore olandese, centrocampista del Feyenoord.

## Biografia
Anche suo fratello gemello Jurriën è un calciatore professionista.

## Caratteristiche tecniche
È un mediano.

## Carriera

### Club
Cresciuto nel settore giovanile dell'Ajax, debutta con la squadra riserve il 15 ottobre 2018 in occasione dell'incontro di Eerste Divisie perso 2-1 contro il Jong PSV. Nell'estate 2021 viene acquistato a titolo definitivo dall'Utrecht con cui gioca l su prima stagione da titolare in Eredivisie collezionando 33 presenze e 2 gol. Il 28 luglio 2022 viene acquistato per 8,5 milioni di euro più bonus dal Feyenoord con cui firma un contratto di quattro anni.

### Nazionale
Ha giocato nelle nazionali giovanili olandesi Under-15, Under-16, Under-17, Under-18, Under-19 ed Under-21; nel 2018 con l'Under-17 ha anche vinto il campionato europeo di categoria.
Il 1º marzo 2024 viene convocato per la prima volta in nazionale maggiore, con cui esordisce 25 giorni dopo nell'amichevole persa 2-1 contro la Germania.

## Statistiche
Statistiche aggiornate al 25 luglio 2025
| Stagione         | Squadra          | Campionato       | Campionato | Campionato | Coppe nazionali | Coppe nazionali | Coppe nazionali | Coppe continentali | Coppe continentali | Coppe continentali | Altre coppe | Altre coppe | Altre coppe | Totale | Totale |
| Stagione         | Squadra          | Comp             | Pres       | Reti       | Comp            | Pres            | Reti            | Comp               | Pres               | Reti               | Comp        | Pres        | Reti        | Pres   | Reti   |
| ---------------- | ---------------- | ---------------- | ---------- | ---------- | --------------- | --------------- | --------------- | ------------------ | ------------------ | ------------------ | ----------- | ----------- | ----------- | ------ | ------ |
| 2018-2019        | Jong Ajax        | 1D               | 2          | 1          |                 | -               | -               |                    | -                  | -                  |             | -           | -           | 2      | 1      |
| 2019-2020        | Jong Ajax        | 1D               | 25         | 2          |                 | -               | -               |                    | -                  | -                  |             | -           | -           | 25     | 2      |
| 2020-2021        | Jong Ajax        | 1D               | 13         | 0          |                 | -               | -               |                    | -                  | -                  |             | -           | -           | 13     | 0      |
| 2021-2022        | Utrecht          | ED               | 31+2       | 2+0        | CO              | 0               | 0               |                    | -                  | -                  |             | -           | -           | 33     | 2      |
| 2022-2023        | Feyenoord        | ED               | 24         | 2          | CO              | 1               | 0               | UEL                | 6                  | 1                  |             | -           | -           | 31     | 3      |
| 2023-2024        | Feyenoord        | ED               | 31         | 7          | CO              | 5               | 1               | UCL+UEL            | 6+1                | 0+0                | SO          | 1           | 0           | 44     | 8      |
| 2024-2025        | Feyenoord        | ED               | 18         | 6          | CO              | 1               | 0               | UCL                | 7                  | 0                  | SO          | -           | -           | 26     | 6      |
| Totale Feyenoord | Totale Feyenoord | Totale Feyenoord | 73         | 15         |                 | 7               | 1               |                    | 20                 | 1                  |             | 1           | 0           | 101    | 17     |
| Totale carriera  | Totale carriera  | Totale carriera  | 146        | 20         |                 | 7               | 1               |                    | 20                 | 1                  |             | 1           | 0           | 174    | 22     |

### Cronologia presenze e reti in nazionale
| Cronologia completa delle presenze e delle reti in nazionale ― Paesi Bassi | Cronologia completa delle presenze e delle reti in nazionale ― Paesi Bassi | Cronologia completa delle presenze e delle reti in nazionale ― Paesi Bassi | Cronologia completa delle presenze e delle reti in nazionale ― Paesi Bassi | Cronologia completa delle presenze e delle reti in nazionale ― Paesi Bassi | Cronologia completa delle presenze e delle reti in nazionale ― Paesi Bassi | Cronologia completa delle presenze e delle reti in nazionale ― Paesi Bassi | Cronologia completa delle presenze e delle reti in nazionale ― Paesi Bassi |
| Data                                                                       | Città                                                                      | In casa                                                                    | Risultato                                                                  | Ospiti                                                                     | Competizione                                                               | Reti                                                                       | Note                                                                       |
| -------------------------------------------------------------------------- | -------------------------------------------------------------------------- | -------------------------------------------------------------------------- | -------------------------------------------------------------------------- | -------------------------------------------------------------------------- | -------------------------------------------------------------------------- | -------------------------------------------------------------------------- | -------------------------------------------------------------------------- |
| 26-3-2024                                                                  | Francoforte sul Meno                                                       | Germania                                                                   | 2 – 1                                                                      | Paesi Bassi                                                                | Amichevole                                                                 | -                                                                          | 66’                                                                        |
| 7-9-2024                                                                   | Eindhoven                                                                  | Paesi Bassi                                                                | 5 – 2                                                                      | Bosnia ed Erzegovina                                                       | UEFA Nations League 2024-2025 - 1º turno                                   | -                                                                          | 83’                                                                        |
| 10-9-2024                                                                  | Amsterdam                                                                  | Paesi Bassi                                                                | 2 – 2                                                                      | Germania                                                                   | UEFA Nations League 2024-2025 - 1º turno                                   | -                                                                          | 46’                                                                        |
| 11-10-2024                                                                 | Budapest                                                                   | Ungheria                                                                   | 1 – 1                                                                      | Paesi Bassi                                                                | UEFA Nations League 2024-2025 - 1º turno                                   | -                                                                          | 75’                                                                        |
| 14-10-2024                                                                 | Monaco di Baviera                                                          | Germania                                                                   | 1 – 0                                                                      | Paesi Bassi                                                                | UEFA Nations League 2024-2025 - 1º turno                                   | -                                                                          | 46’                                                                        |
| Totale                                                                     |                                                                            | Presenze                                                                   | 5                                                                          |                                                                            | Reti                                                                       | 0                                                                          |                                                                            |

## Palmarès

### Club
- Campionato olandese: 1

Feyenoord: 2022-2023
- Coppa dei Paesi Bassi: 1

Feyenoord: 2023-2024
- Supercoppa dei Paesi Bassi: 1

Feyenoord: 2024

### Nazionale
- Campionato d'Europa Under-17: 1

Inghilterra 2018